# 17. ročník udílení Critics' Choice Movie Awards
17. ročník udílení Critics' Choice Movie Awards se konal 12. ledna 2012 v Hollywood Palladium. Ceremoniál vysílala stanice VH1 a moderovali jej Paul Scheer a Rob Huebel.

## Vítězové a nominovaní
Nominace byly oznámeny 13. prosince 2011. Vítězové jsou zvýrazněni tučně.
| Nejlepší film | Nejlepší režisér | Nejlepší herec |
| --- | --- | --- |
| - Umělec - Děti moje - Drive - Neuvěřitelně hlasitě & nesmírně blízko - Černobílý svět - Hugo a jeho velký objev - Půlnoc v Paříži - Moneyball - Strom života - Válečný kůň | - Michel Hazanavicius – Umělec - Stephen Daldry – Neuvěřitelně hlasitě & nesmírně blízko - Alexander Payne – Děti moje - Nicolas Winding Refn – Drive - Martin Scorsese – Hugo a jeho velký objev - Steven Spielberg – Válečný kůň | - George Clooney – Děti moje - Leonardo DiCaprio – J. Edgar - Jean Dujardin – Umělec - Michael Fassbender – Stud - Ryan Gosling – Drive - Brad Pitt – Moneyball |
| Nejlepší herečka | Nejlepší herec ve vedlejší roli | Nejlepší herečka ve vedlejší roli |
| - Viola Davis – Černobílý svět - Elizabeth Olsen – Martha Mary May Marlene - Meryl Streepová – Železná lady - Tilda Swintonová – Musíme si promluvit o Kevinovi - Charlize Theronová – Znovu a jinak - Michelle Williamsová – Můj týden s Marilyn | - Christopher Plummer – Začátky - Kenneth Branagh – Můj týden s Marilyn - Albert Brooks – Drive - Nick Nolte – Warriors - Patton Oswalt – Znovu a jinak - Andy Serkins – Zrození Planety opic                                      | - Octavia Spencerová – Černobílý svět - Bérenice Bejo – Umělec - Jessica Chastainová – Černobílý svět - Melissa McCarthy – Ženy sobě - Carey Mulligan – Stud - Shailene Woodley – Děti moje                                                                                  |
| Nejlepší mladý herec/herečka | Nejlepší filmové obsazení | Nejlepší původní scénář |
| - Thomas Horn – Neuvěřitelně hlasitě & nesmírně blízko - Asa Butterfield – Hugo a jeho velký objev - Elle Fanningová – Super 8 - Ezra Miller – Musíme se promluvit o Kevinovi - Saoirse Ronanová – Hanna - Shailene Woodley – Děti moje | - Černobílý svět - Umělec - Ženy sobě - Děti moje - Den zrady | - Woody Allen – Půlnoc v Paříži - Michel Hazanavicius – Umělec - Will Reiser – 50/50 - Tom McCarthy a Joe Tiboni – Win Win - Diablo Cody – Znovu a jinak |
| Nejlepší adaptovaný scénář | Nejlepší animovaný film | Nejlepší akční film |
| - Steven Zaillian, Aaron Sorkin a Stan Chervin – Moneyball - Alexander Payne, Nat Faxon a Jim Rash – Děti moje - Eric Roth – Neuvěřitelně hlasitě & nesmírně blízko - Tate Taylor – Černobílý svět - John Logan – Hugo a jeho velký objev | - Rango - Velká vánoční jízda - Kung Fu Panda 2 - Kocour v botách - Tintinova dobrudružství | - Drive - Rychle a zběsile 5 - Hanna - Zrození Planety opic - Super 8 |
| Nejlepší filmová komedie | Nejlepší skladatel | Nejlepší zvuk |
| - Ženy sobě - Bláznivá, zatracená láska - Šéfové na zabití - Půlnoc v Paříži - Mupeti | - Ludovic Bource – Umělec - Cliff Martinez – Drive - Howard Shore – Hugo a jeho velký objev - John Williams – Válečný kůň - Trent Reznor a Atticus Ross – Muži, kteří nenávidí ženy                                                | - Harry Potter a Relikvie smrti – část 2 - Hugo a jeho velký objev - Super 8 - Strom života - Válečný kůň |
| Nejlepší dokument | Nejlepší cizojazyčný film | Nejlepší filmová architektura |
| - George Harrison: Living in the Material World - Buck - Jeskyně zapomenutých snů - Na titulní straně New York Times - Nim - Undefeated | - Rozchod Nadera a Simin - V temnotě - Le Havre - Kůže, kterou nosím - A co teď? | - Dante Ferretti, Francesca Lo Schiavo – Hugo a jeho velký objev - Jack Fish, David Crank – Strom života - Laurence Bennett, Gregory S. Hooper – Umělec - Rick Carter, Lee Sandales – Válečný kůň - Stuart Craig, Stephenie McMilan – Harry Potter a Relivkie smrti – část 2 |
| Nejlepší návrh kostýmů | Nejlepší masky | Nejlepší vizuální efekty |
| - Mark Bridges – Umělec - Jill Taylor – Můj týden s Marilyn - Michael O'Connor – Jana Eyerová - Sandy Powell – Hugo a jeho velký objev - Sharen Davis – Černobílý svět | - Harry Potter a Relikvie smrti – část 2 - Albert Nobbs - J. Edgar - Můj týden s Marilyn - Železná lady | - Zrození Planety opic - Harry Potter a Relikvie smrti – část 2 - Hugo a jeho velký objev - Super 8 - Strom života |
| Nejlepší písnička | Nejlepší kamera | Nejlepší střih |
| - „Life's A Happy Song“ – Jason Segel, Amy Adamsová a Walter (text: Bret McKenzie) – Mupeti - „Hello Hello“ – Elton John, Lady Gaga (text: Elton John a Bernie Taupin) – Gnomeo a Julie - „Man or Muppet“ – Jason Segel a Walter (text: Bret McKenzie) – Mupeti - „Pictures in My Head“ – Kermit a Mupeti (text: Jeannie Lurie, Aris Archontis, Chen Neeman) – Mupeti - „The Living Proof“ – Mary J. Blige (text: Mary J. Blige, Thomas Newman a Harvey Mason, Jr.) – Černobílý svět | - Janusz Kamiński – Válečný kůň - Emmanuel Lubezki – Strom života - Robert Richardson – Hugo a jeho velký objev - Guillaume Schiffman – Umělec - Newton Thomas Sigel – Drive                                                       | - Kirk Baxter a Angus Wall – Muži, kteří nenávidí ženy - Matthew Newman – Drive - Thelma Schoonmaker – Hugo a jeho velký objev - Michel Hazanavicius a Anne-Sophie Bion – Umělec - Michael Kahn – Válečný kůň                                                                |

### Ocenění Johna Siegela
Sean Penn

### Music+Film Award
Martin Scorsese